# Computer Pioneer Award
Der Computer Pioneer Award (eigentlich IEEE Computer Society Women of ENIAC Computer Pioneer Award) wird seit 1981 für herausragende Leistungen im Bereich Computer vergeben, die mindestens 15 Jahre zurückliegen. Er ist mit einer Silbermedaille verbunden.

## Gründungspreisträger
1981 gab es folgende Gründungspreisträger (Charter Recipients):
| Howard Hathaway Aiken    | Large Scale Computer Architecture                                                                |
| Samuel N. Alexander      | SEAC                                                                                             |
| Gene Amdahl              | Large Scale Computer Architecture                                                                |
| John W. Backus           | Fortran                                                                                          |
| Robert S. Barton         | Language Directed Architecture                                                                   |
| Gordon Bell              | Computerentwurf                                                                                  |
| Frederick P. Brooks      | System/360 bei IBM                                                                               |
| Wesley A. Clark          | erster Personal Computer (PC)                                                                    |
| Fernando José Corbató    | Time-Sharing                                                                                     |
| Seymour Cray             | Supercomputer                                                                                    |
| Edsger W. Dijkstra       | Multiprogramming Control                                                                         |
| John Presper Eckert      | ENIAC, der erste vollelektronische Computer                                                      |
| Jay Wright Forrester     | erste große Speicher in der Art von Random-Access Memory (Large Scale Coincident Current Memory) |
| Herman H. Goldstine      | Beiträge zu frühen Computern                                                                     |
| Richard Hamming          | fehlerkorrigierende Codes                                                                        |
| Jean Hoerni              | Halbleiterfertigung                                                                              |
| Grace Hopper             | frühe Programmierung (Compiler)                                                                  |
| Alston Scott Householder | numerische Methoden                                                                              |
| David A. Huffman         | Entwurf sequentieller Schaltkreise                                                               |
| Kenneth E. Iverson       | APL                                                                                              |
| Tom Kilburn              | Computerentwurf mit Paging                                                                       |
| Donald E. Knuth          | Algorithmen                                                                                      |
| Herman Lukoff            | frühe elektronische Computerschaltkreise                                                         |
| John William Mauchly     | ENIAC                                                                                            |
| Gordon Moore             | IC (Integrated Circuit)                                                                          |
| Allen Newell             | Beiträge zur künstlichen Intelligenz                                                             |
| Robert Noyce             | IC                                                                                               |
| Lawrence Roberts         | Packet Switching                                                                                 |
| George Stibitz           | erste Berechnung online (Remote Computation)                                                     |
| Shmuel Winograd          | Effizienz von Algorithmen                                                                        |
| Maurice V. Wilkes        | Mikroprogrammierung                                                                              |
| Konrad Zuse              | erster Computer mit Prozess-Kontrolle (First Process Control Computer)                           |

## Weitere Preisträger
| Jahr | Preisträger                     | gewürdigte Leistung |
| ---- | ------------------------------- | --- |
| 1981 | Jeffrey Chuan Chu               | Entwurf digitaler Logik |
| 1982 | Harry Huskey                    | SWAC-Rechner |
| 1982 | Arthur W. Burks                 | Entwurf digitaler Logik |
| 1984 | John Atanasoff                  | für seinen frühen Computer |
| 1984 | Jerrier Haddad                  | IBM 701 |
| 1984 | Nicholas Metropolis             | Softwarelösungen auf der ENIAC |
| 1984 | Nathaniel Rochester             | Architektur der IBM 701 und späterer der 700er Serie |
| 1984 | Willem van der Poel             | ZEBRA-Computer |
| 1985 | John G. Kemeny                  | BASIC |
| 1985 | John McCarthy                   | Lisp und künstliche Intelligenz |
| 1985 | Alan J. Perlis                  | Informatik |
| 1985 | Ivan Sutherland                 | Sketchpad |
| 1985 | David Wheeler                   | Programmieren in Assemblersprache |
| 1985 | Heinz Zemanek                   | Mailüfterl, Hard- und Software |
| 1986 | Cuthbert Hurd                   | |
| 1986 | Peter Naur                      | Programmiersprachen |
| 1986 | James H. Pomerene               | Interactive Application System (IAS) und Harvest Computer |
| 1986 | Adriaan van Wijngaarden         | Algol 68 |
| 1987 | Robert Everett                  | Whirlwind |
| 1987 | Reynold B. Johnson              | IBM 305 RAMAC |
| 1987 | Arthur L. Samuel                | Spielprogrammierung |
| 1987 | Niklaus Wirth                   | Pascal (Programmiersprache) |
| 1988 | Friedrich L. Bauer              | Stack-Datenstruktur (Stapelspeicher) |
| 1988 | Marcian Edward Hoff             | Mikroprozessor |
| 1989 | John Cocke                      | Pipeline, RISC-Konzepte |
| 1989 | James A. Weidenhammer           | Input/Output hoher Geschwindigkeit |
| 1989 | Ralph Palmer                    | IBM 604 |
| 1989 | Mina Rees                       | Computer des Office of Naval Research (ONR) ab 1946 |
| 1989 | Marshall C. Yovits              | Computer des Office of Naval Research (ONR) ab 1946 |
| 1989 | Fritz Joachim Weyl              | Computer des Office of Naval Research (ONR) ab 1946 |
| 1989 | Gordon D. Goldstein             | Computer des Office of Naval Research (ONR) ab 1946 |
| 1990 | Werner Buchholz                 | Computerarchitektur |
| 1990 | Tony Hoare                      | Programmiersprachen |
| 1991 | Bob Evans                       | kompatible Computer |
| 1991 | Robert Floyd                    | Compiler |
| 1991 | Thomas E. Kurtz                 | BASIC |
| 1992 | Stephen Dunwell                 | Projekt Stretch |
| 1992 | Douglas C. Engelbart            | Computer-Interface |
| 1993 | Erich Bloch                     | Hochleistungsrechner |
| 1993 | Jack Kilby                      | Miterfinder des IC |
| 1993 | Willis H. Ware                  | frühe Computer (IAS, Johnniac) |
| 1994 | Gerrit Blaauw                   | IBM-System/360-Serie |
| 1994 | Harlan Mills                    | strukturierte Programmierung |
| 1994 | Dennis Ritchie                  | Unix |
| 1994 | Ken Thompson                    | Unix |
| 1995 | Gerald Estrin                   | frühe Computer |
| 1995 | David C. Evans                  | Computergraphik |
| 1995 | Butler Lampson                  | PC |
| 1995 | Marvin Minsky                   | künstliche Intelligenz |
| 1995 | Ken Olsen                       | Minicomputer |
| 1996 | Angel Angelov                   | Computerpionier in Bulgarien |
| 1996 | Richard Clippinger              | Umwandlung der ENIAC in einen Computer mit Speicherprogrammierung am Aberdeen Proving Ground |
| 1996 | Edgar F. Codd                   | Datenbanken |
| 1996 | Norbert Fristacky               | Informatik in der Slowakei (digitale Schaltkreise) |
| 1996 | Wiktor Michailowitsch Gluschkow | digitale Automatisierung von Computerarchitektur |
| 1996 | Jozef Gruska                    | theoretische Informatik |
| 1996 | Jiří Hořejš                     | Informatik |
| 1996 | Ljubomir Iliew                  | Computerpionier in Bulgarien |
| 1996 | Robert E. Kahn                  | TCP/IP-Protokoll |
| 1996 | László Kalmár                   | Informatik in Ungarn |
| 1996 | Antoni Kiliński                 | Computer in Polen |
| 1996 | László Kozma                    | Computerpionier in Ungarn |
| 1996 | Sergei Alexejewitsch Lebedew    | Computerpionier in der Sowjetunion |
| 1996 | Alexei Andrejewitsch Ljapunow   | Kybernetik und Programmierung in der Sowjetunion |
| 1996 | Romuald Marczyński              | Computer in Polen |
| 1996 | Grigore Moisil                  | Schaltkreise mit mehrwertiger Logik |
| 1996 | Ivan Plander                    | Computer in der Slowakei |
| 1996 | Arnold Reitsakas                | Computer in Estland |
| 1996 | Antonín Svoboda                 | Computer in der Tschechoslowakei, SAPO- und EPOS-Computer |
| 1997 | Barney Oldfield                 | Electronic Recording Machine, Accounting (ERMA) im Banksektor |
| 1997 | Betty Holberton                 | Mergesort-Generator für die Univac und Compiler |
| 1998 | Irving John Good                | Kryptograph in Bletchley Park, Colossus, Manchester Mark I |
| 1999 | Herbert Freeman                 | SPEEDAC der Sperry Corporation, Computergraphik, Bildverarbeitung |
| 2000 | Harold Lawson                   | Pointer-Variable in PL/I |
| 2000 | Gennady Stolyarov               | Minsk-Software |
| 2000 | Georgi Pawlowitsch Lopato       | Hardware der Minsk-Serie (Belarus), RV-Familie mobiler Computer |
| 2001 | Vernon Schatz                   | Electronic Funds Transfer |
| 2001 | William H. Bridge               | GE DATANET 30 |
| 2002 | Per Brinch Hansen               | Betriebssysteme und nebenläufige Programmierung |
| 2002 | Bob Bemer                       | ASCII |
| 2003 | Martin Richards                 | Programmiersprache BCPL |
| 2004 | Frances E. Allen                | Compiler-Optimierung |
| 2006 | Hosaka Mamoru                   | Computerpionier in Japan |
| 2006 | Arnold Spielberg                | Echtzeit-Datenerfassung |
| 2008 | Jean Bartik                     | Programmierer bei frühen Computern wie ENIAC, UNIVAC I |
| 2008 | Edward J. McCluskey             | Entwurf und Synthese digitaler Systeme und erster Algorithmus für Logiksynthese (Verfahren nach Quine und McCluskey) |
| 2008 | Carl Adam Petri                 | Petri-Netze |
| 2009 | Jean E. Sammet                  | Programmiersprachen |
| 2009 | Lynn Conway                     | superskalare Architektur, vereinfachte VLSI-Design-Methoden |
| 2011 | David Kuck                      | Parallelarchitekturen wie ILLIAC IV, Burroughs BSP, Cedar und Parallelcompiler. |
| 2012 | Cleve Moler                     | Matlab |
| 2013 | Steve Furber                    | ARM-32-Bit-RISC-Mikroprozessor |
| 2013 | Edward Feigenbaum               | Dendral |
| 2014 | Linus Torvalds                  | Linux-Kernel |
| 2015 | Michael J. Flynn                | TCCA, SIGARCH |
| 2015 | Peter Kogge                     | Kogge-Stone-Addierer |
| 2016 | Grady Booch                     | Unified Modeling Language |
| 2018 | Barbara Liskov                  | CLU, Argus |
| 2018 | Bjarne Stroustrup               | C++ |
| 2018 | Sergey Brin                     | Google |
| 2018 | Larry Page                      | Google |
| 2019 | Laura Haas                      | für Pioniererfindungen in der Architektur föderierter Datenbanken und die Integration von Daten aus vielfältigen, heterogenen Quellen. |
| 2019 | Jitendra Malik                  | Für eine führende Rolle in der Entwicklung von Computersehen in ein blühendes Forschungsgebiet durch Pionierforschung, seine Führungsrolle und seine Rolle als Mentor.                                                                                           |
| 2020 | Jack Dongarra                   | Für seine Führungsrolle im Bereich mathematischer Hochleistungs-Software. |
| 2020 | Demetri Terzopoulos             | Für eine führende Rolle in der Entwicklung von Computersehen, Computergraphik und medizinischer Bildgebung durch Pionierforschung, die dabei geholfen hat diese Gebiete zu vereinigen und verwandte Gebiete inner- und außerhalb der Informatik beeinflusst hat. |
| 2021 | Peter J. Denning                | Für grundlegende Beiträge zu virtuellen Speichern, Internet-Infrastruktur und Computer-Ausbildung |
| 2021 | Moti Yung                       | Für Transformative Erneuerungen auf den Gebieten “Trust in Computation” – insbesondere die Miterfindung von “Malicious Cryptography” – und “Distributed Cryptosystems.”                                                                                          |
| 2022 | Daphne Koller                   | For contributions to representation, inference, and learning in probabilistic models with applications to computational biology and human health. |
| 2022 | Christos Papadimitriou          | Für grundlegende Beiträge zur Informatik über die Entwicklung der Algorithmen- und Komplexitätstheorie und ihre Anwendung in den Natur- und Sozialwissenschaften.                                                                                                |
| 2023 | Dan Bricklin                    | For creating Visicalc, the progenitor of the modern spreadsheet. |
| 2023 | Scott Shenker                   | For pioneering contributions to scheduling and management of packet-switched networks, impacting the theory and practice of communication networks. |
| 2024 | Fei-Fei Li                      | For contributions to computer vision, especially the development of ImageNet. |
| 2024 | Leonard Kleinrock               | For development of the mathematical theory of data networks, the technology underpinning the Internet. |
| 2025 | Moshe Y. Vardi                  | For contributions to the development of logic as a unifying foundational framework and a tool for modeling computational systems. |
| 2025 | Gurindar Sohi                   | For contributions to the microarchitecture of instruction-level parallel processors and his impact on the computer architecture community. |